# Unterrichtsmedium

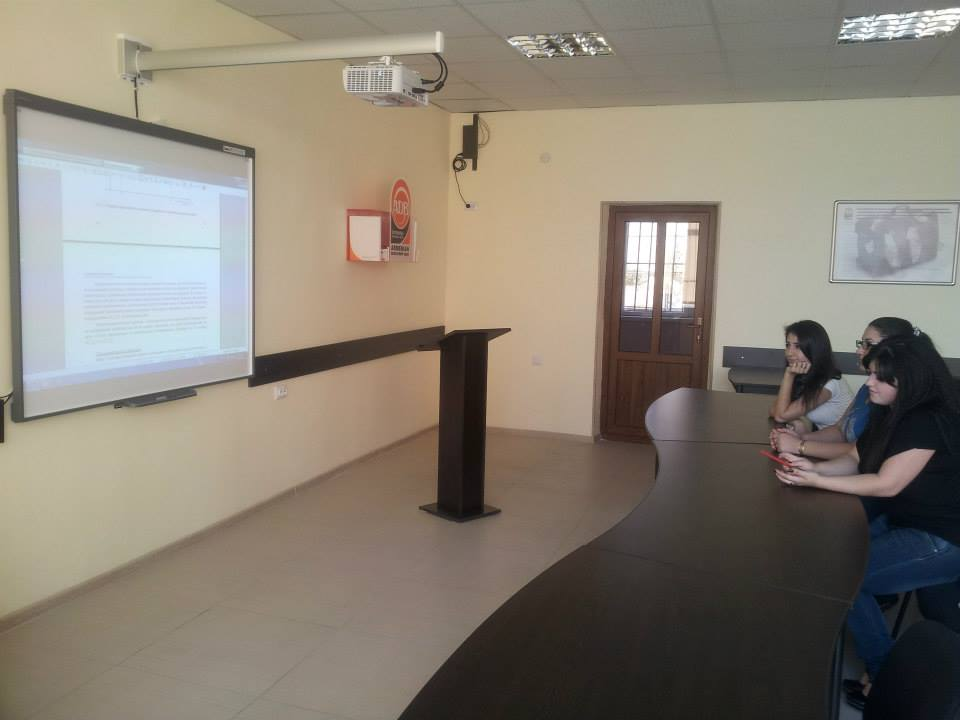
Interaktives Whiteboard in einer Schule in Jerewan, Armenien

Das Unterrichtsmedium ist ein Kommunikationsmittel (Medium), das im Unterricht zu didaktischen Zwecken eingesetzt wird. Dazu zählen unter anderem Schulbücher, Arbeitsblätter, Kladden, Unterrichtssoftware und Unterrichtsfilme. Mit der Verwendung von Medien im Unterricht beschäftigt sich im deutschsprachigen Raum die Mediendidaktik.

## Begriffsabgrenzung
Unterrichtsmedien werden unterschieden von:
- Bildungsmedien, die neben Unterrichtsmedien auch solche Medien umfassen, die außerhalb des Unterrichtes eingesetzt werden, also etwa im Selbststudium
- Lehr- und Lernmitteln, die neben Medien auch schultypische Unterrichtsmittel wie Sportgerät, Musikinstrumente oder Laborausstattung umfassen.

## Klassifikation
Für die Klassifikation von Unterrichtsmitteln können ganz unterschiedliche Kriterien angewendet werden:
- Eine veraltete Unterscheidung ist die von „vortechnischen“ (Buch, Schülerheft, Tafel usw.) und „technischen“ Unterrichtsmedien (Film, Tonaufzeichnung, Computer).[1] Von der modernen Mediendidaktik wird diese Unterscheidung deshalb nicht mehr unterstützt, weil viele „vortechnische“ und „technische“ Medien sich hinsichtlich ihrer didaktischen Funktion gar nicht unterscheiden. Für die Didaktik ist es z. B. kaum von Belang, ob Schüler ein Lemma in einer gedruckten oder in einer Online-Enzyklopädie nachschlagen.
- Entsprechendes gilt für die Unterscheidung von „konventionellen“ (Buch, Rollenfilm, Fotografie) und „elektronischen“ Unterrichtsmitteln (Internet, Computer, Tablet). Ob Schüler z. B. mit einer Rollfilmkamera oder mit einem Smartphone fotografieren, ist für didaktische Erwägungen weitgehend belanglos.
Der größte Vorteil des Einsatzes von Lehrer-Laptops, interaktiven Whiteboards und Schüler-Laptops bzw. -Tablets besteht in der Multifunktionalität dieser Geräte, d. h. darin, dass sie spezialisierte Hilfsmittel wie Videorekorder, Tageslichtprojektoren, Lernkarteien usw. überflüssig machen. Weitere Vorteile bestehen darin, dass elektronische Unterrichtsmedien leicht selbst hergestellt und dem jeweiligen Bedarf entsprechend modifiziert werden können, und dass sie die Möglichkeit bieten, über Schulintranet oder Internet zwischen Lehrern und Schulen ausgetauscht zu werden, und zwar ohne administrativen Aufwand und ohne Wartezeiten. Größter Nachteil sind die hohen Anschaffungskosten.
- Auch die Unterscheidung von „Lernobjekten“ (Film, Tonaufzeichnung usw.) und „Hilfsmitteln“ (Fernsehgerät, Tonbandgerät usw.), die angehenden Lehrern noch immer erläutert wird, ist trivial und trägt keine Information dazu bei, welche Medien für welche Unterrichtszwecke geeignet sind.[2]
- Zweckmäßiger sind für die Didaktik Unterscheidungen der Wahrnehmungsdimensionen, denen Unterrichtsmittel oft zugeordnet werden können, wie z. B. „visuellen“, „auditiven“ und „audiovisuellen“ Unterrichtsmedien.
- Zweckmäßig sind außerdem Unterscheidungen des Einsatzzweckes. Einige Medien eignen sich primär als Ressourcen, andere für Präsentationen (Lehrervortrag, Schülerreferat), andere für Übungen und Prüfungen, wieder andere schließlich für die Dokumentation bzw. Referenz des Erlernten.

### Ressourcen

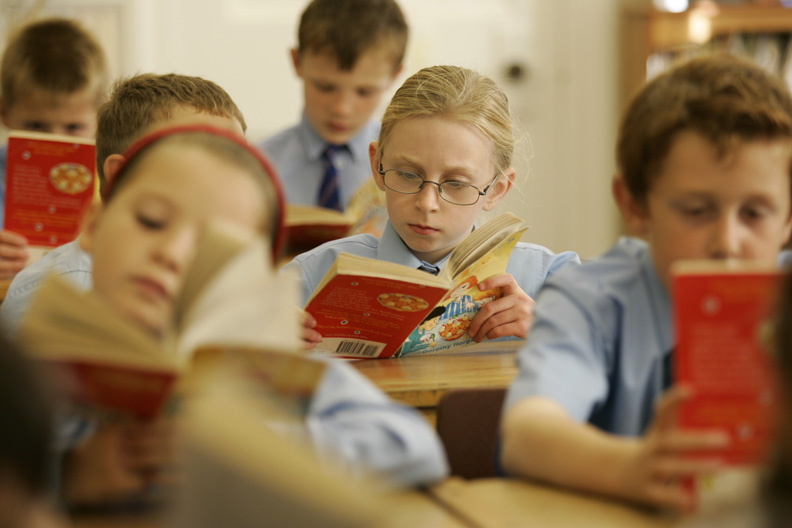
Schulkinder beim Lesen

#### Text

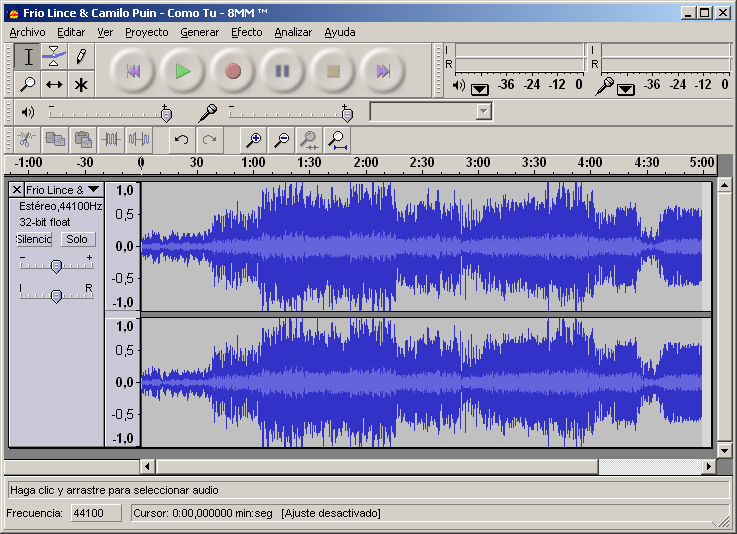
Mit benutzerfreundlicher Spezialsoftware können auch Laien digitalen Ton schneiden.

Im Elementarschulunterricht und im Fremdsprachenunterricht werden Texte zum Lesenüben verwendet; im Literatur- und im fortgeschrittenen Fremdsprachenunterricht werden (meist belletristische) Texte gelesen, um die im Unterricht vermittelten Methoden anzuwenden. Generell werden Texte in der Schule zur Wissensvermittlung sowie als Ausgangsmaterial für vielfältige Anwendungen wie z. B. Übungen eingesetzt. Texte können im Unterricht in vielen Formen zugänglich gemacht werden, unter anderem durch:
- handschriftliches Notieren kurzer Texte an die Tafel, ans Whiteboard oder auf ein Plakat
- Projektion kurzer Texte per Tageslichtprojektor an eine Wand oder Leinwand (veraltend)
- kürzere, mit der Schreibmaschine getippte und dann mit dem Matrizendrucker vervielfältigte Texte (bis in die 1990er Jahre verbreitet)
- gedruckte, digitale oder Online-Bücher, z. B. fiktionale Literatur, Schulbücher, Lehrbücher, Handbücher, Nachschlagewerke, Sachbücher; Fotokopien bzw. Screenshots solcher Ressourcen sowie Arbeitsblätter.
- gedruckte, digitale oder Online-Periodika, z. B. Zeitungen oder Zeitschriften; Fotokopien bzw. Screenshots solcher Ressourcen
- Textdateien; Webseiten, auch Schul- und Lehrerwebseiten

Digitale Texte können auf dem Laptop, auf dem Tablet oder auf dem E-Book-Reader gelesen oder auf das interaktive Whiteboard ausgegeben werden. Ein Vorteil der Verwendung digitaler Texte besteht darin, dass diese beliebig bearbeitet, also z. B. kompiliert, korrigiert, überarbeitet oder formatiert werden können. Gewonnen werden können digitale Texte u. a. durch Kopieren oder Screenshots vorhandener digitaler Texte, durch Bearbeitung von Textscans mit einer Texterkennungssoftware und durch Eintippen in den Computer. Bei der Verwendung von Texten, die man nicht selbst geschrieben hat, ist – wie immer bei der Weiterverwendung fremder Texte – das Urheberrecht zu beachten. Gegenüber dem Schreiben auf Papier bietet die Verwendung von Textverarbeitungssoftware den Vorteil, dass der Text extrem niederschwellig überarbeitet werden kann, d. h., dass orthografische Korrekturen vorgenommen, Formulierungen und Satzbau verändert, Sätze gestrichen oder neu eingefügt werden können, was oft der Textarchitektur zugutekommt, während handgeschriebene Texte tendenziell vorab im Kopf komponiert werden müssen.

#### Ton

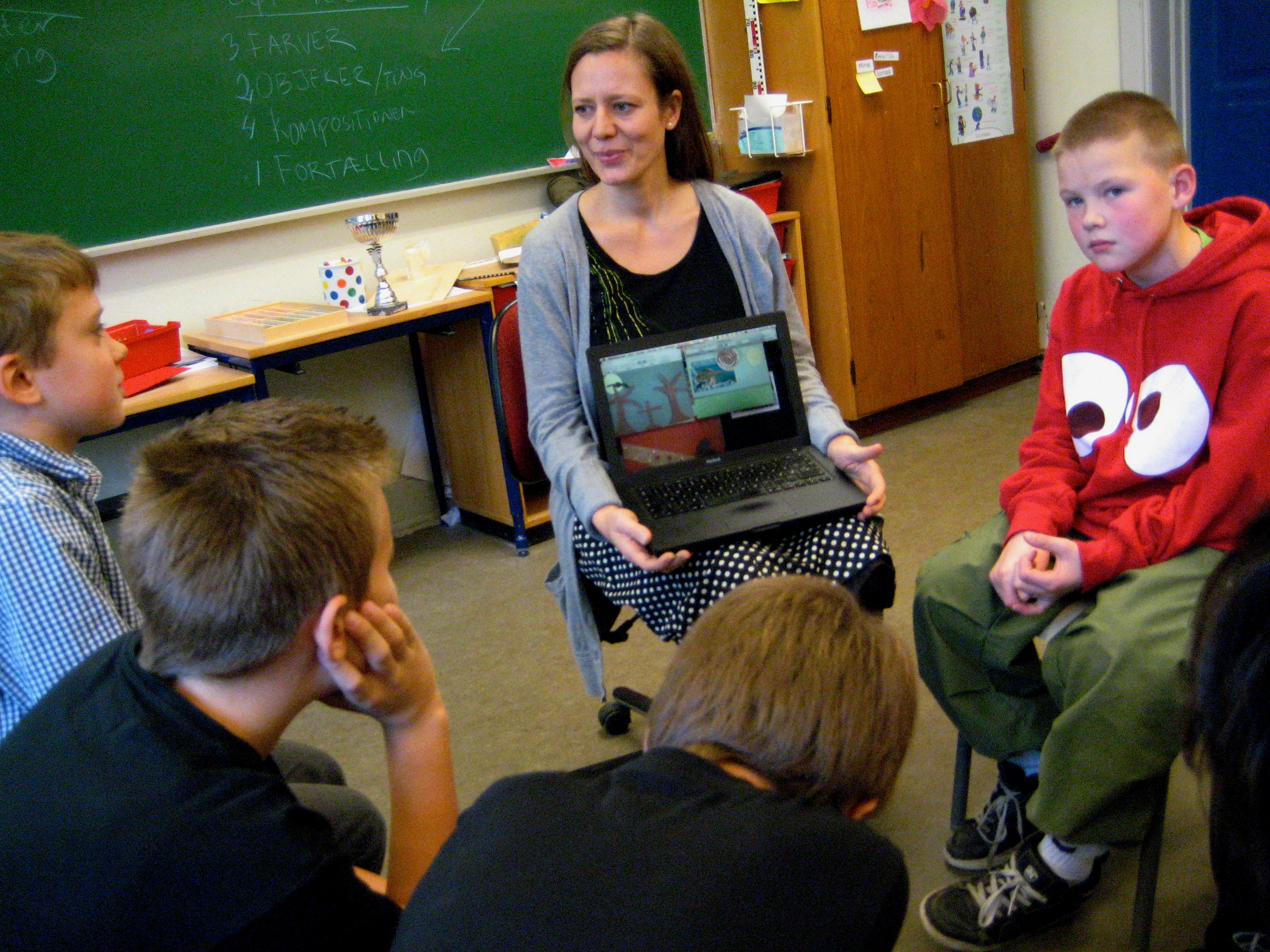
In der Kleingruppe können Bilder auch einfach am Laptop gezeigt werden.

Texte können den Schülern auch in gesprochener Form zugänglich gemacht werden:
- Vorlesen
- Hörbücher, können als CD auf dem CD-Spieler, als Kompaktkassette (veraltend) auf dem Kassettenrekorder und als Audiodatei (z. B. MP3) auf dem Laptop, Tablet oder MP3-Player abgespielt werden, je nach Unterrichtssituation auch mit Kopfhörern. Digitale Hörbücher werden in vielen Bibliotheken angeboten; teils kostenpflichtig, teils kostenfrei können sie auch bei verschiedenen Online-Anbietern heruntergeladen werden. Im Internet gibt es auch Initiativen wie Talking Books, für die ehrenamtliche Sprecher Bücher, an denen keine Urheberrechte mehr bestehen, als Audiodateien einlesen und zum kostenlosen Herunterladen zur Verfügung stellen.[3]

Tonmedien werden daneben z. B. auch im Musik- und im Fremdsprachenunterricht verwendet. In Fächern wie Deutsch oder Geschichte können sie eingesetzt werden, um z. B. historische Tondokumente vorzuspielen. Auch in anderen Fächern, wie in der Biologie, lassen sich zahlreiche Anwendungsmöglichkeiten beschreiben. Audiodokumente können im Unterricht mit Hilfe verschiedener Techniken zugänglich gemacht werden, darunter:
- Abspielen von Schallplatten auf einem Plattenspieler, Abspielen von Tonbändern auf einem Tonbandgerät, Abspielen von Kompaktkassetten auf einem Kassettenrekorder (alle veraltend)
- Abspielen von CDs auf einem CD-Spieler
- Abspielen von Audiodateien (z. B. MP3) auf dem interaktiven Whiteboard, Laptop, Tablet oder MP3-Player, je nach Unterrichtssituation auch mit Kopfhörern.

Die Verwendung von digitalen Audiodateien bietet Schülern und Lehrer die Möglichkeit, diese mit Audioeditorsoftware wie z. B. Audacity beliebig zu bearbeiten, also z. B. Kompilationen zusammenzustellen oder mehrere Tonspuren zu mischen. Gewonnen werden kann digitales Audiomaterial unter anderem durch Konversion (unter Umständen mit Hilfe eines Spezialgerätes) von nicht-digitalen Medien, durch Aufzeichnung mit einem Mikrofon (auch mit dem eingebauten Mikrofon z. B. eines Laptops oder Tablets) oder durch eine tonerzeugende Software wie z. B. virtuelle Musikinstrumente oder Notensatzprogramme. Beim Rippen von CDs, Aufzeichnen von YouTube-Videos und generell beim Konvertieren und Kopieren aller Audiomedien, die man nicht selbst erzeugt hat, sind die Urheberrechte zu beachten, und zwar auch bei nichtkommerzieller Verwendung. Schüler-Audios können im Unterricht präsentiert, auf eine Webseite hochgeladen oder dem Lehrer als Hausaufgabe bzw. zur Leistungsbewertung vorgelegt werden.

#### Bild
Statische Bilder (Fotos, Grafiken) können im Unterricht in vielen Formen und mit Hilfe vielfältiger Techniken präsentiert werden, etwa als:
- Malen einfacher Grafiken an die Tafel oder ans Whiteboard
- Papierbild, z. B. Poster oder Buchillustration
- Projektion mit dem Episkop (veraltend)
- Diapositiv (veraltend)
- Projektion von Grafiken per Tageslichtprojektor (veraltend)
- Ausgabe digitaler Bilder vom Lehrer-Laptop via Beamer auf eine Leinwand oder Wand
- Ausgabe digitaler Bilder vom Lehrer-Laptop aufs interaktive Whiteboard
- digitale Bilder auf den Schüler-Laptops oder Tabletcomputern

Die Verwendung digitalisierter Bilder bietet Schülern und Lehrern die Möglichkeit, diese mit einem Bildbearbeitungsprogramm wie z. B. GIMP beliebig zu bearbeiten, etwa Ausschnitte anzufertigen oder Bilder mit Text zu versehen. Digitalisierte Bilder können von Schülern und Lehrern in Diashows, Präsentationen, auf Webseiten und in zahllosen weiteren Dokumentarten verwendet werden. Gewonnen werden können digitalisierte Bilder durch Einscannen, durch Fotografieren, durch Kopieren oder Screenshots von Internet-Bildern oder in eigener Anfertigung mit Hilfe von Grafiksoftware wie z. B. Inkscape.
Eine Übergangsform zwischen statischem Bild und Animationsfilm bildet die animierte Lehrbildreihe, die von IT-Interessierten mit Hilfe von Grafiksoftware einfach selbst erstellt werden kann.

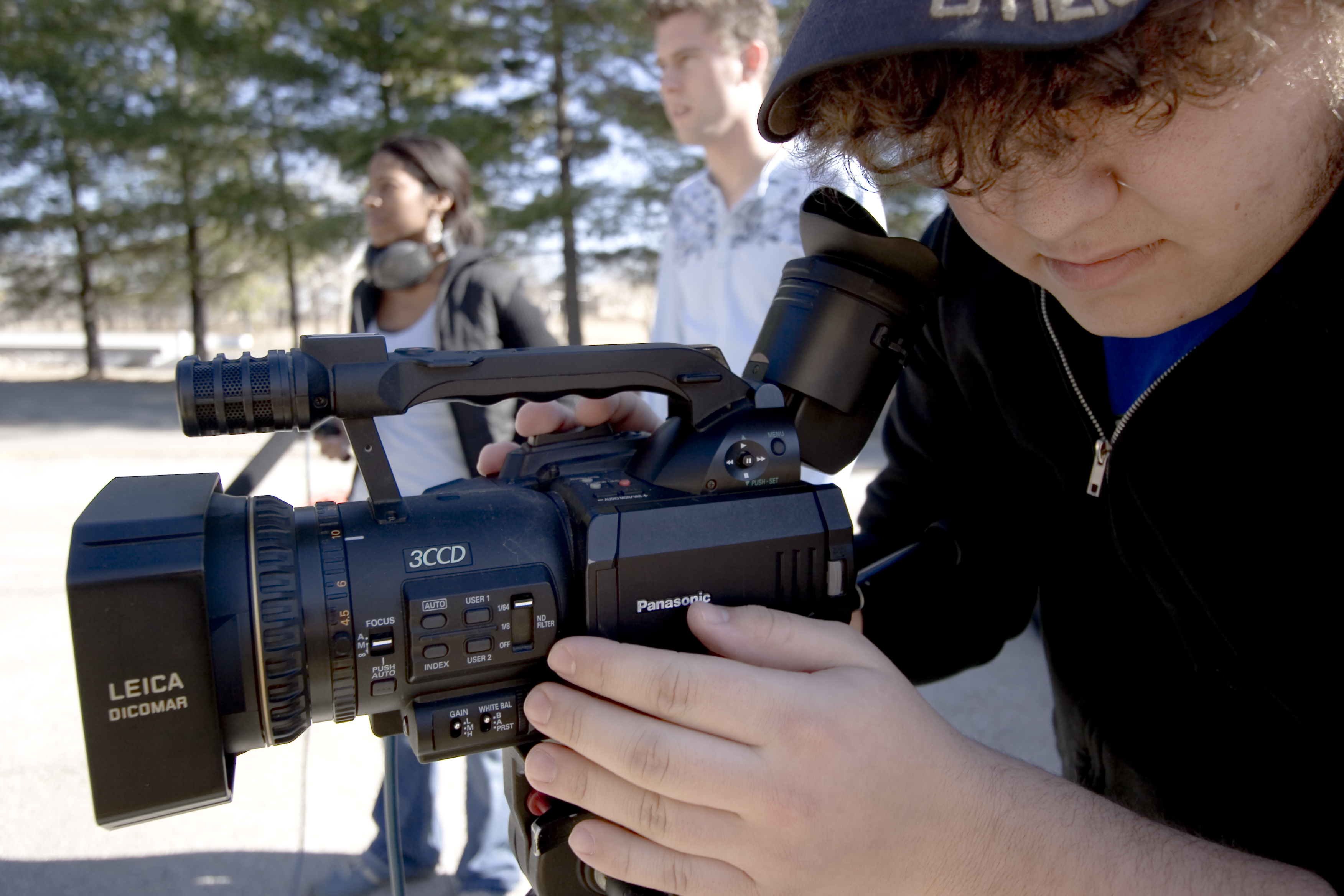
Schüler mit Videokamera

#### Film
Filme können im Unterricht in vielen Formen und mit Hilfe vielfältiger Techniken präsentiert werden, etwa als:
- Projektion von optischen Rollenfilmen über einen Filmprojektor auf eine Leinwand (veraltend)
- Ausgabe einer DVD, Blu-ray Disc oder Videokassette über einen DVD-Spieler bzw. Videorekorder auf ein Fernsehgerät oder über einen Beamer auf eine Leinwand
- Ausgabe einer lokal gespeicherten Videodatei (z. B. im MP4-Format) oder eines online (z. B. bei YouTube, bei einer Onlinevideothek oder einem Video-on-Demand-Anbieter) abgerufenen Videos…
  - auf die Schüler-Laptops oder -Tablets
  - vom Lehrer-Laptop per Beamer auf eine Wand oder Leinwand
  - vom Lehrer-Laptop aufs interaktive Whiteboard

Die Verwendung von digitalem Filmmaterial bietet Schülern und Lehrer die Möglichkeit, Videos mit Videoschnittsoftware (Beispiel: Windows Movie Maker) beliebig zu bearbeiten, also z. B. Filmsequenzen dem jeweiligen Bedarf entsprechend zu kompilieren, oder Filme zu untertiteln oder mit einer zusätzlichen Tonspur zu versehen. Videos, die ohne Verletzung von Urheberrechten entstanden sind, können bei Wunsch auch online gestellt werden, z. B. bei YouTube. Gewonnen werden kann digitales Filmmaterial durch Konversion von nicht-digitalen Film- oder Videomaterial eventuell mit Spezialgerätschaft (Filmabtaster, Framegrabber) oder durch Kopieren von Online-Filmmaterial mit einer Screen-Recording-Software, wobei freilich die Urheberrechte zu beachten sind. Ganz ohne Konflikte mit dem Urheberrecht kann digitales Filmmaterial durch eigenes Filmen (mit einer Digitalkamera, mit dem Tabletcomputer oder mit einem Smartphone) oder durch Erstellung mit einer Animationssoftware (Beispiel: Blender) geschaffen werden.

#### Modelle
Unter Modellen versteht man – meist dreidimensionale – reale oder virtuelle Repräsentationen von Objekten, deren Vorzeigen im Original im Unterricht entweder nicht möglich ist oder nicht lehrreich wäre. Reale, physische Modelle waren traditionell meist Teil von Lehrmittelsammlungen. In Ländern der Westlichen Welt werden Modelle daneben heute auch von Schülern angefertigt, und zwar sowohl im Unterricht als auch z. B. auf Science Fairs.

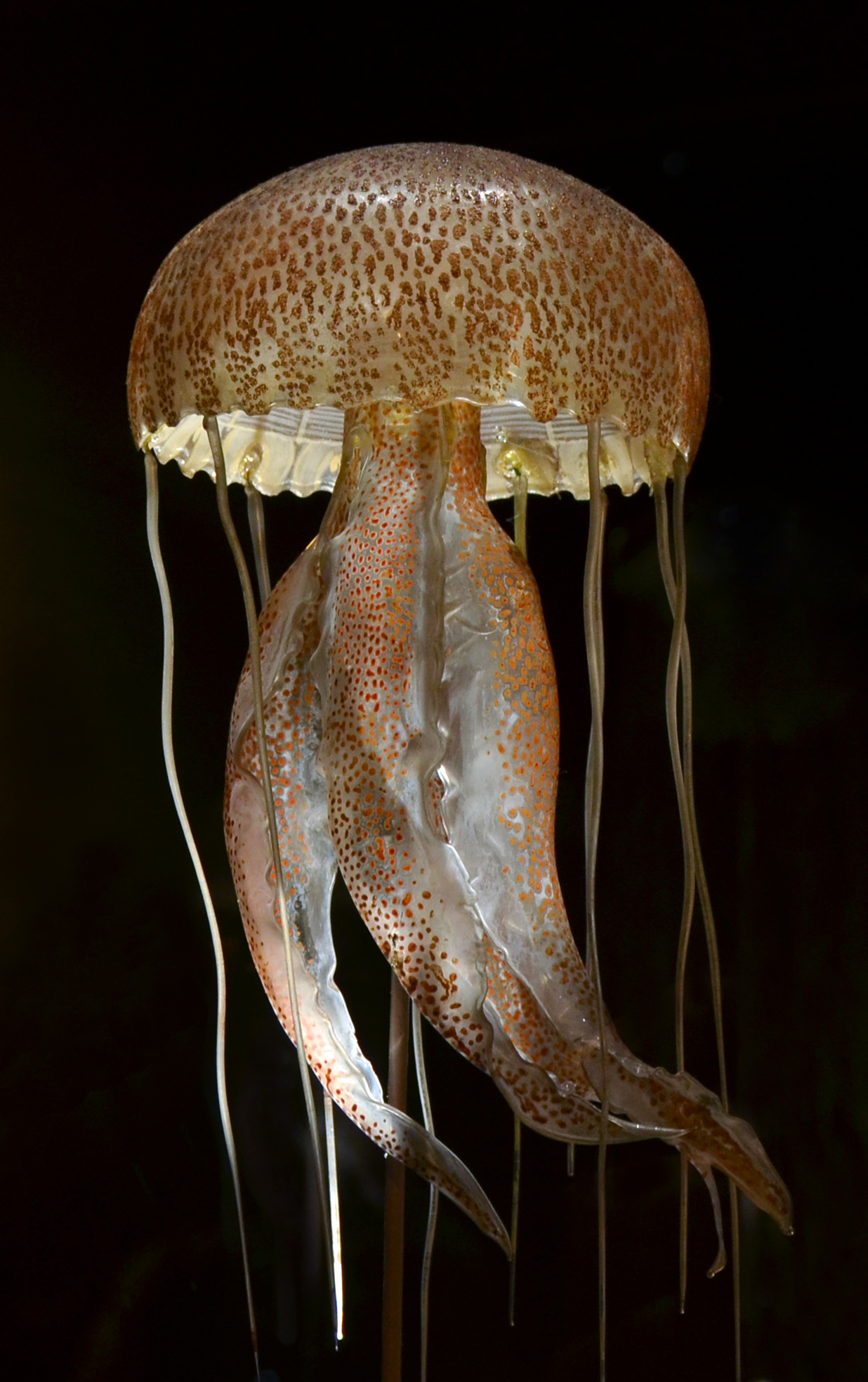
Konventionelles Modell (eine Qualle, Blaschka-Glasmodell)
Virtuelles Modell (der vordere Schädel des Menschen)
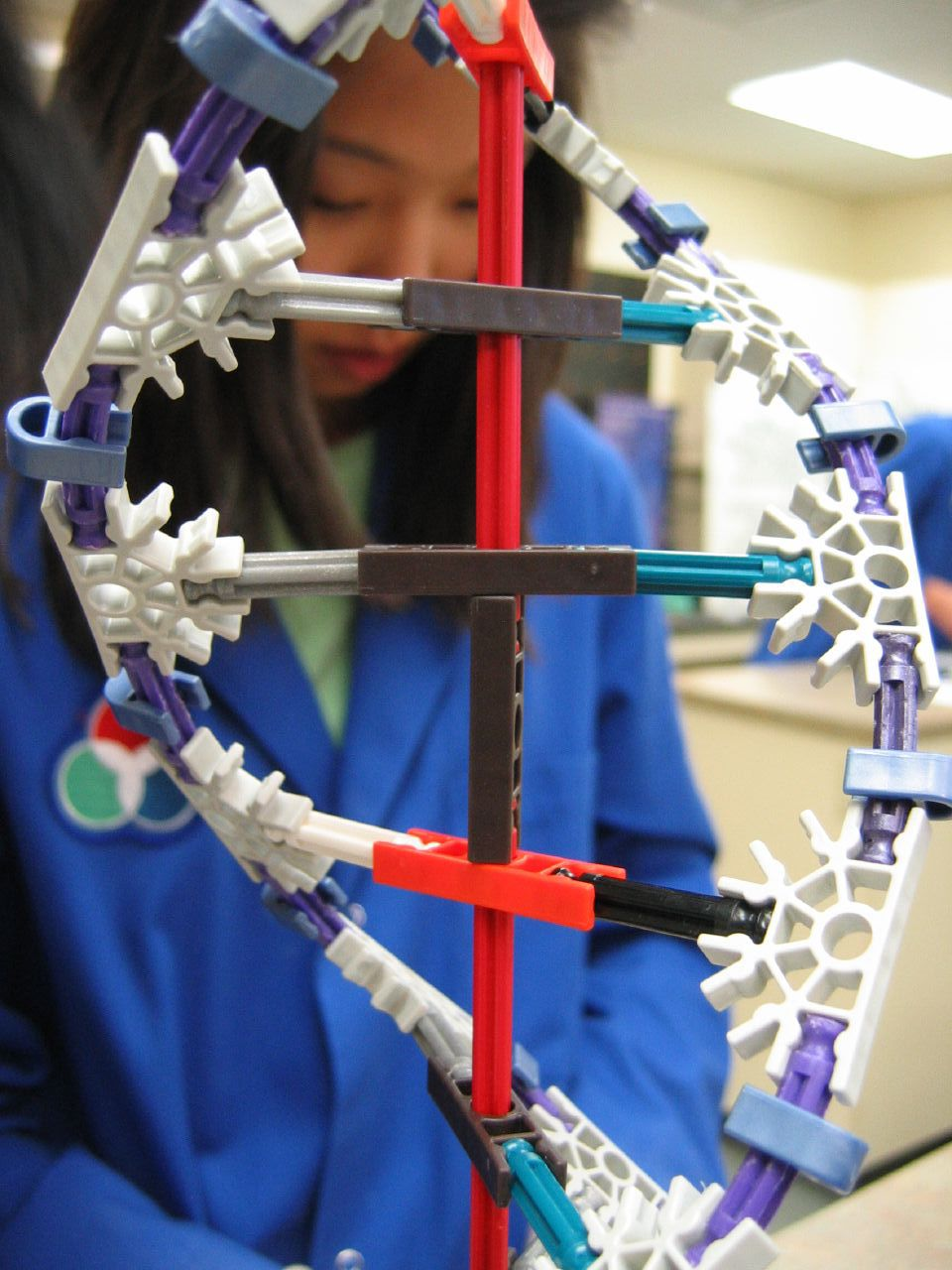
Schülerarbeit (DNA)

### Interaktive Medien
Interaktive Medien werden besonders in Bereichen eingesetzt, in denen Fertigkeiten geübt, Lernstoff durch Abfragen vertieft, oder viele kleinere Aufgaben in einer einzigen Sitzung erledigt werden sollen, das heißt z. B. Mathematikaufgaben oder Übungsaufgaben im Fremdsprachenunterricht. Eine zentrale Rolle spielen interaktive Medien daneben in Tests, Klassenarbeiten und schriftlichen Prüfungen, aber auch im Hausaufgabenbereich. Interaktive Medien umfassen unter anderem folgende Typen und Techniken:
- text- und/oder grafikbasiert
  - gedruckte oder handgeschriebene Arbeitsblätter für den experimentellen naturwissenschaftlichen Unterricht
  - gedruckte oder handgeschriebene Übungsblätter
  - gedruckte Übungsbücher und -hefte
  - gedruckte Prüfungsbögen
  - Übungssoftware. An Schulen in den Vereinigten Staaten werden im Fremdsprachunterricht weithin elektronische Hilfsmittel wie das Web-Portal Conjuguemos verwendet, mit dem Schüler die Konjugation unregelmäßiger Verben trainieren können. Die Lehrer können, z. B. als Hausaufgabe, bestimmte Tempora bestimmter Verben aufgeben, einen Erledigungstermin vorgeben und später online prüfen, ob und mit welchem Erfolg die Aufgabe erledigt wurde.[4]
  - Prüfungs- und Evaluationssoftware

- tonbasiert (eventuell mit Textergänzung)
  - audiolinguale Sprachlernprogramme

- multimedial (Kombinationen aus Text, Bild, Ton und/oder Film)
  - Unterrichts- und Lernsoftware, z. B. Sprachlernsoftware; wenn eine entsprechende Software vorhanden ist, können am Tabletcomputer sogar Dinge wie das Buchstabenmalen der Schreibanfänger geübt werden. Für den Fremdsprachenunterricht können Videos z. B. mit einem Webformular ausgestattet werden, in dem die Schüler Aufgaben erledigen, die dem Lehrer online übermittelt werden.

Konventionelle interaktive Medien, d. h. solche, die von den Schülern handschriftlich ausgefüllt werden, erzeugen beim Lehrer in der Regel erheblichen Nachbereitungsbedarf (Klausurenkorrektur), während eine entsprechende Software Fehler sofort feststellt.
Weitere Beispiele für interaktive Medien finden sich im Bereich des Mobile Learning, wo Lehrer häufig überhaupt nicht mehr eingesetzt werden. Das vom Bundesministerium für Bildung und Forschung geförderte Projekt NetEnquiry etwa ermöglicht in der betrieblichen Aus- und Weiterbildung von Fach- und Führungskräften (Fach: Wirtschaft) simulierte Praxisanwendungen.

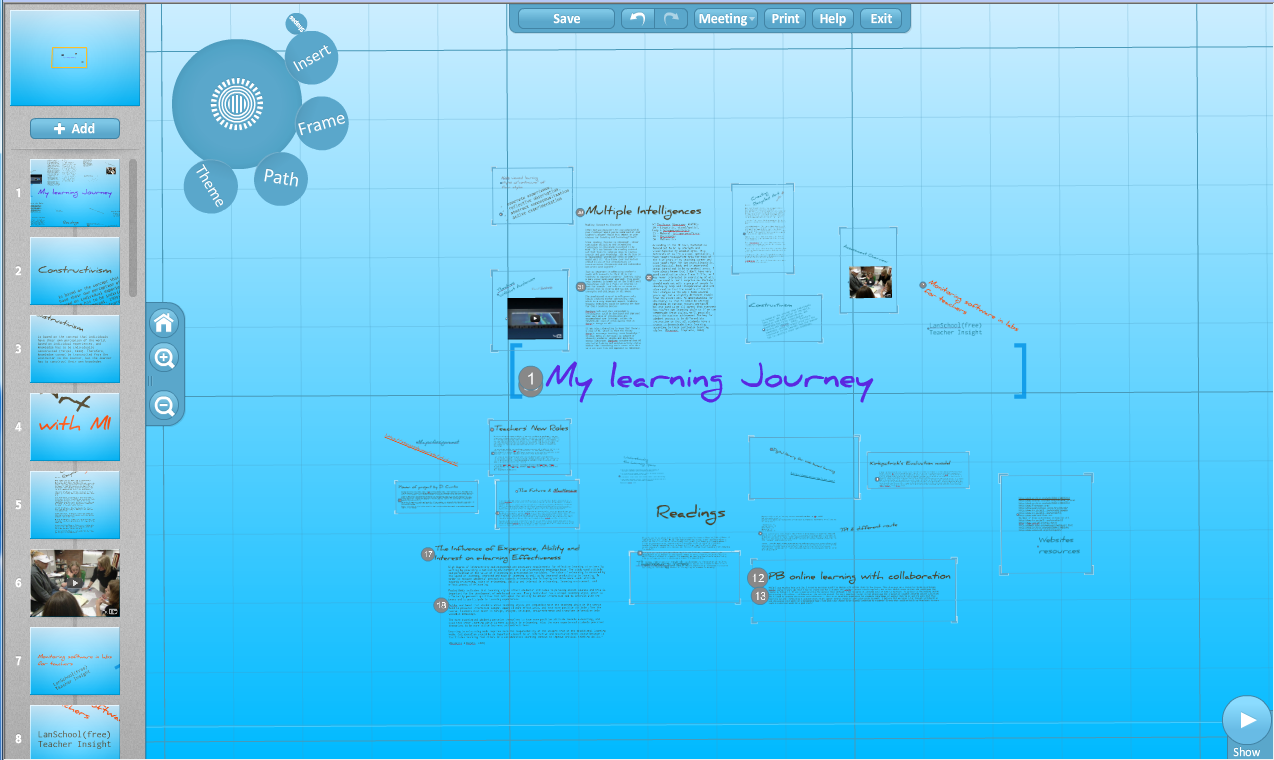
Eine Prezi-Präsentation (ausgezoomt)

### Präsentationsmedien

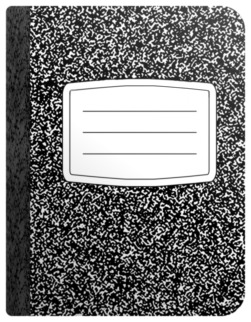
Eine in den Vereinigten Staaten übliche Schreibkladde

Lehrervortrag und Schülerpräsentation können von zahlreichen verschiedenen Medien unterstützt werden, darunter:
- Text: siehe #Text
- Ton: siehe #Ton
- Bild: siehe #Bild
- Film: siehe #Film

Für multimediale Präsentationen steht darüber hinaus spezielle Präsentationssoftware zur Verfügung, wie z. B. Microsoft PowerPoint oder Prezi; solche Programme ermöglichen heute meist auch ein Einbinden nicht nur von Grafik bzw. Fotos, sondern auch von Ton und von Film. Die Präsentation erfolgt entweder über das Lehrerlaptop (Beamer oder interaktives Whiteboard) oder direkt an die Schülerlaptops oder -Tablets. Einige Anwendungen, wie SlideShare, sind webbasiert; Präsentation, die hier erstellt werden, können damit bei Wunsch auch öffentlich zugänglich gemacht werden.

### Dokumentations- und Konstruktionsmedien
Einen großen Raum nimmt in vielen Fächern die Dokumentation von Arbeitsleistungen und Lernstoffen durch den Schüler ein. Die Dokumentation geschieht zum Teil, um Lernstoff für den Schüler nachschlagbar zu machen, zum Teil als Hausaufgabe, zum Teil zu Prüfungszwecken (z. B. als Schulaufsatz). Im Rahmen der konstruktivistischen Didaktik, die Lernen nicht als Rezeption, sondern als Konstruktion von Information konzipiert, wird das Selbstanfertigen von Lernmitteln durch den Schüler auch als eigenständiger Lernprozess verstanden.
Konventionell geschieht dies mit Medien wie:
- Schulheften, Kladden, spiralgebundenen Heften, abgeheftetem und losem Papier
- Lernkarteien

Wo Schülerlaptops oder -Tablets zur Verfügung stehen, kann die Dokumentation aber auch elektronisch, d. h. in Form von Textdateien erfolgen. Tablets und Laptops mit Touchscreen nehmen, falls eine entsprechende Software installiert ist, sogar handschriftlichen Text, Skizzen und andere mehr auf. Pen computing, d. h. das Schreiben mit dem Eingabestift auf einem Touchscreen, kann dem Tippen auf der Tastatur auch aus rein praktischen Gründen vorzuziehen sein: in den bayerischen Abiturprüfungen etwa darf nicht mit der Tastatur geschrieben werden, weil dies dem Schüler Zeitvorteile verschaffen würde. Über den reinen Text hinaus können bei der elektronischen Textdokumentation außerdem Bild-, Ton- und Filmelemente verwendet werden. Hausaufgaben, Projekte und ähnliche elektronische Dokumentationen können bei Wunsch per E-Mail oder Hilfsmitteln wie Google Classroom eingereicht oder in Form von Webseiten eingerichtet werden. Am Privatgymnasium Neubeuern, einer der wenigen allgemeinbildenden Schulen in Deutschland, die integriertes Lernen bereits umfassend implementiert haben, werden digitale Unterrichtsmedien mit Hilfe der Software Microsoft OneNote organisiert und dauerhaft abrufbar gehalten.